# Riccardo Zanella
Pour les articles homonymes, voir Zanella.
Riccardo Zanella (1875 - 30 mars 1959) était un homme politique italien, partisan de l'autonomie de la ville de Fiume (actuelle Rijeka, en Croatie).

## Biographie
Élu au parlement hongrois en 1905, Riccardo Zanella milite en faveur de l'autonomie de Fiume. À la fin de la Première Guerre mondiale, après l'aventure de la Régence italienne du Carnaro sous le commandement de Gabriele D'Annunzio, Zanella assume la présidence de l'État libre de Fiume du 5 octobre 1921 jusqu'au coup d'État nationaliste du 3 mars 1922. 
Il se réfugie à Porto Re (aujourd'hui Kraljevica) en Yougoslavie et plus tard à Paris ou il continue sa lutte contre le fascisme. 
À la fin de la Seconde Guerre mondiale, ses partisans ont été persécutés et quelquefois exécutés en Yougoslavie. Récemment la proposition de donner son nom à une place de Fiume/Rijeka a été rejetée par les autorités de la ville.